# Lavertezzo
Lavertezzo (lmo. Vertezz) – miejscowość i gmina w południowej Szwajcarii, w kantonie Ticino, w okręgu (distretto) Locarno, w powiecie (circolo) Navegna.  

## Demografia
W Lavertezzo mieszka 1 225 osób. W 2021 roku 23,8% populacji gminy stanowiły osoby urodzone poza Szwajcarią. 